# Masacre de Ma'ale Akrabim

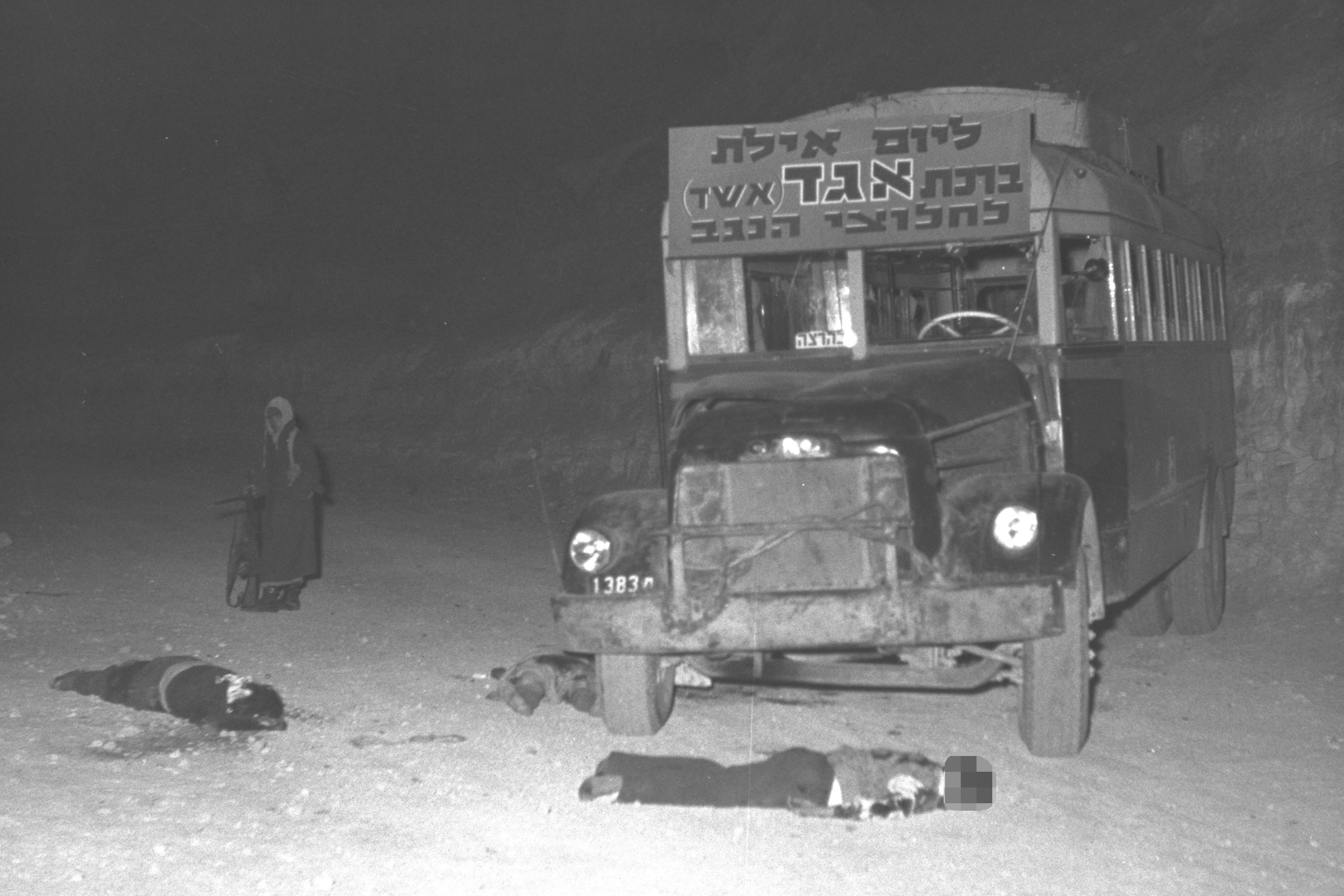
Ataque contra un autobús de pasajeros israelí.

La masacre de Ma'ale Akrabim, también conocida como la Masacre del Paso de los Escorpiones, fue un ataque contra un autobús de pasajeros israelí, llevado a cabo el día 17 de marzo de 1954. Once pasajeros fueron asesinados a tiros por los atacantes que emboscaron y abordaron el autobús. Un pasajero murió 32 años después de sus heridas, en un estado de parálisis y reconocimiento parcial. Sobrevivieron cuatro pasajeros, dos de los cuales fueron heridos por los pistoleros.

## Antecedentes
Scorpions Pass (en hebreo: מעלה עקרבים, Ma'ale Akrabim) es una pendiente estrecha y sinuosa en el antiguo camino que conecta Eilat y Beerseba, al sur de Makhtesh Katan, y aproximadamente a 60 millas al sur de Beerseba. El pase estaba en la ruta principal entre Eilat y el centro de Israel en 1954. La guerra árabe-israelí de 1948 terminó con la firma de varios acuerdos de armisticio entre Israel y sus estados árabes vecinos, pero los enfrentamientos fronterizos comenzaron casi inmediatamente después de los acuerdos firmados. En las líneas fronterizas israelí-jordanas, las infiltraciones, desarmadas (71%) y armadas (29%), no fueron infrecuentes desde ambos lados. 
Según fuentes israelíes, entre junio de 1949 y finales de 1952, un total de 57 israelíes, en su mayoría civiles, fueron asesinados por infiltrados de Jordania. El número de muertos israelíes durante los primeros 9 meses de 1953 fue de 32. Aproximadamente al mismo tiempo (noviembre de 1950 - noviembre de 1953), la Comisión Mixta de Armisticio del Reino Hachemita de Jordania/Israel (HJK/IMAC) condenó las acciones de represalia militar israelí 44 veces y afirmó que sufrió 629 muertos y heridos por incursiones israelíes.
Ataques similares, llevados a cabo en gran parte por comandos palestinos probablemente con algún apoyo egipcio, se originaron a través de la frontera egipcia y la franja de Gaza. El historiador de Israel Benny Morris afirma que, entre 1949 y 1956, entre 200 y 250 israelíes fueron asesinados por infiltrados y un número similar de soldados israelíes fueron asesinados en acción. Otras fuentes dan un total de 1.300 muertos durante este período.  Morris escribió, en las guerras fronterizas de Israel, 1949–1956, que "las medidas defensivas contra la infiltración de Israel resultaron en la muerte de varios miles de árabes en su mayoría desarmados durante 1949–56".
Un grupo llamado "Mano Negra", compuesto principalmente por beduinos de las tribus Azazme y Tarrabin que viven dentro de la zona desmilitarizada de al-Auja, estaba llevando a cabo' ataques de venganza 'principalmente contra presuntos informantes, pero también contra objetivos israelíes En el Negev, Israel se embarcó en proyectos de desarrollo, que se convirtieron en el blanco del robo de los beduinos. Los disparos de las fuerzas de seguridad israelíes contra estos beduinos habían creado enemistades en la zona.

## La masacre

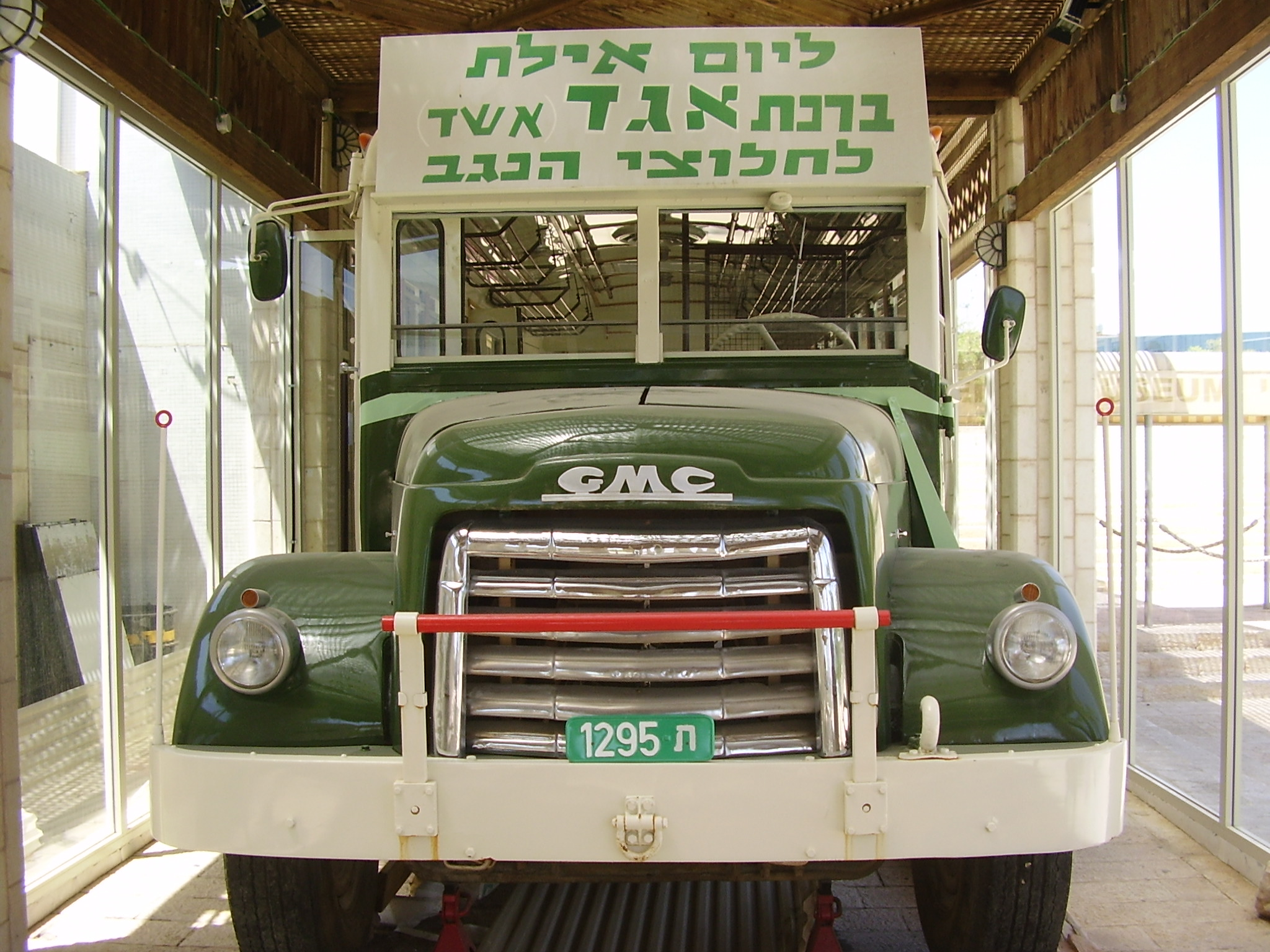
Reconstrucción del bus donde fue objeto de la masacre.

En la noche del 16 de marzo, un autobús operado por la Sociedad Cooperativa de Transporte Egged Israel en un viaje no programado que transportaba a 14 pasajeros se dirigió desde Eilat a Tel Aviv. Mientras ascendía la empinada pendiente, fue atacado por pistoleros que dispararon y mataron al conductor, así como a los pasajeros que intentaron escapar; Luego procedieron a abordar el autobús y dispararon y robaron a los pasajeros restantes. 
Tanto el conductor, Kalman Esroni, como el conductor alternativo, Efraim Firstenberg, fueron asesinados, junto con siete pasajeros masculinos y dos pasajeros femeninos (un total de once murieron en la escena). Los cuatro sobrevivientes eran dos soldados israelíes, una mujer y una niña de 5 años, Miri, después de que uno de los soldados que viajaba en el autobús la defendió a ella y a su hermano, Chaim, con su cuerpo.
Después de que los terroristas salieron del autobús, Chaim se levantó, llamó a su hermana y le preguntó: "¿Se han ido?" Los terroristas escucharon su voz, regresaron y le dispararon en la cabeza. No recuperó la conciencia y pasó 32 años en un estado de parálisis y reconocimiento parcial hasta su muerte, convirtiéndose en la duodécima muerte de la masacre.

## Consecuencias

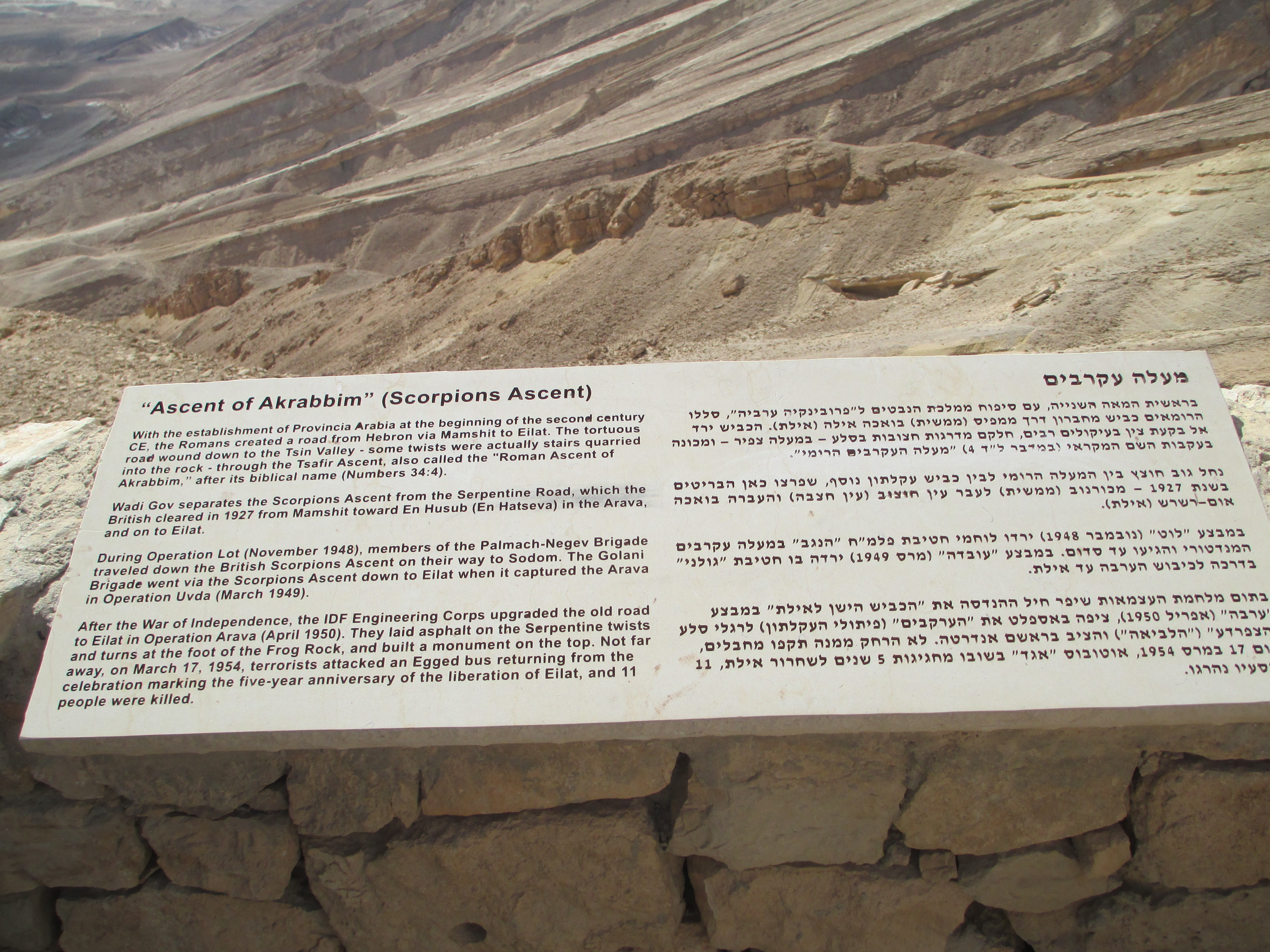
Modelo reconstruido del autobús civil que fue atacado por la pandilla árabe en Scorpion Pass.

A pesar de las protestas públicas y el llamado a represalias militares contra Jordania, el primer ministro de Israel, Moshe Sharett, pidió medidas de restricción y diplomáticas, ya que menos de seis meses antes de los eventos, la Unidad 101 había atacado la aldea de Qibya como parte de la política de represalias de Israel, lo que resultó en la muerte de 69 personas y la condena mundial. "En Israel, hubo un tono y un grito por represalias contra Jordania. Pero Sharett favoreció la moderación, que ayudó a reparar la imagen de Israel en Occidente, se opuso a una represalia mientras el recuerdo de Qibya todavía estaba fresco. La incertidumbre sobre la identidad de los perpetradores facilitó la moderación".
Israel solicitó que la Comisión de Armisticio Mixto Jordania-Israel (HJK/IMAC) denuncie a Jordania por el crimen. El representante de Jordania ante el HJK /IMAC señaló la posibilidad de que el beduino israelí llevara a cabo la atrocidad, y el presidente de HJK/IMAC, el comandante Hutchison se abstuvo ya que no había pruebas concluyentes, lo que no dio lugar a ninguna decisión. Como resultado, Israel dejó el HJK/IMAC.
Hutchison sugirió que los atacantes eran beduinos de Gaza o beduinos israelíes. John Bagot Glubb sugirió que los culpables eran de Gaza. Esta teoría ganó credibilidad cuando, en 1956, se encontró una identificación del incidente de Ma’ale Akrabim en Gaza. Muchos creen que Glubb había estado en lo correcto e Israel equivocado, y que los asesinos de Ma'ale Akrabim habían venido de territorio controlado por Egipto en lugar de Jordania.
El Ministerio de Asuntos Exteriores de Israel citó el incidente de Ma'ale Akrabim, entre muchos otros, como evidencia de que "grandes ataques terroristas árabes" precedieron a la Guerra de los Seis Días de 1967, en la que Israel ocupó Cisjordania y la Franja de Gaza, para desafiar lo que ellos enfrentaron. describen como afirmaciones comunes de voceros palestinos y árabes "que el reciente terrorismo palestino es el resultado de la 'ocupación' israelí".En 2007, un autobús reconstruido fue colocado en el Museo de la Ciudad de Eilat.